# László Lachos
László Lachos, né le 17 janvier 1933 à Balassagyarmat en Hongrie et mort le 20 septembre 2004, est un joueur de football international hongrois qui évoluait au poste d'attaquant, avant de devenir ensuite entraîneur.

## Biographie

### Carrière de joueur

#### Carrière en sélection
Il figure dans le groupe des sélectionnés lors de la Coupe du monde de 1958. Il ne joue aucun match lors de cette compétition.
Il ne joue aucun match avec l'équipe de Hongrie A mais joue plusieurs matchs avec l'équipe de Hongrie B.